# Tadeusz Cieślewski (syn)

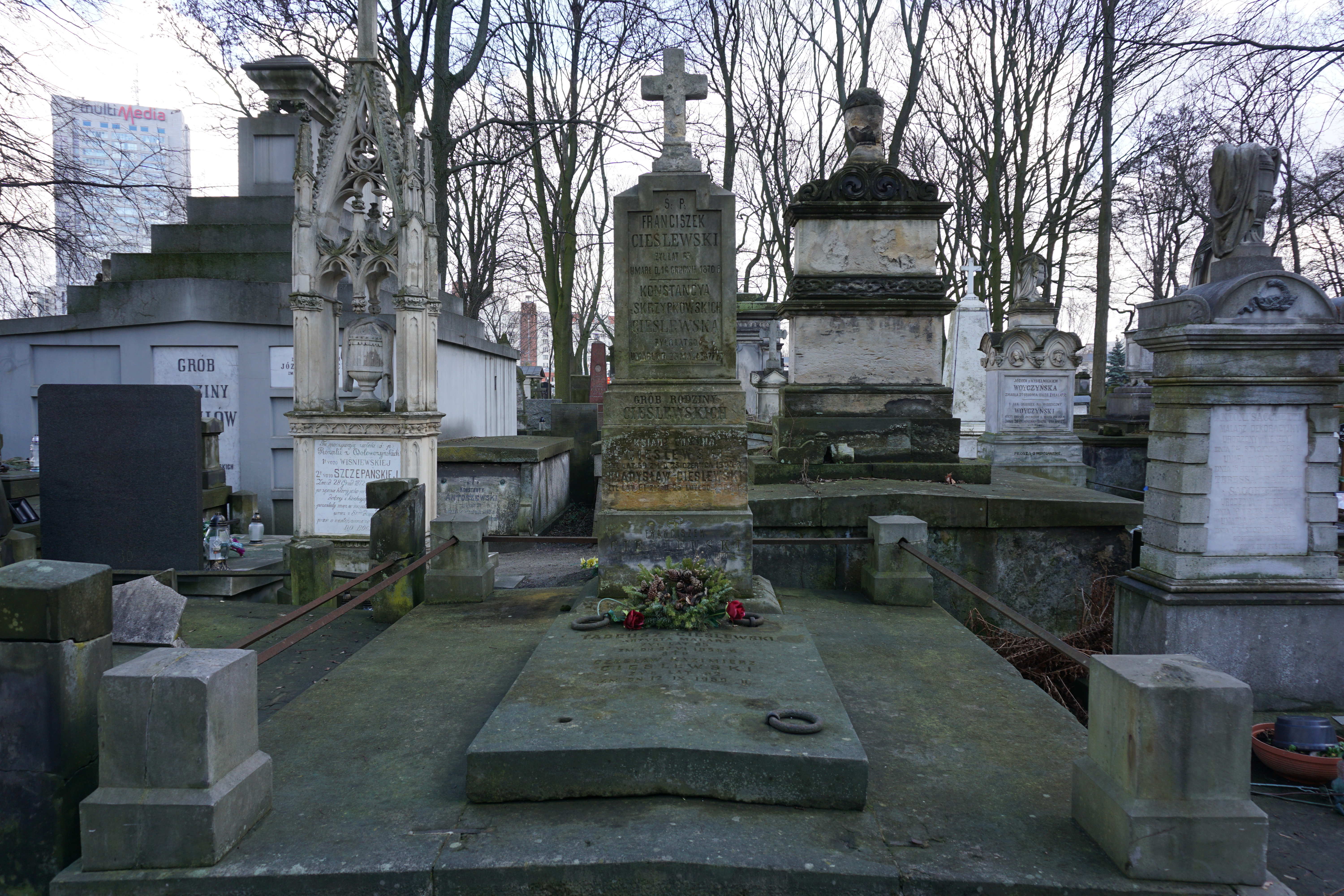
Grób Tadeusza Cieślewskiego na cmentarzu Powązkowskim

Tadeusz Cieślewski (syn) (ur. 17 kwietnia 1895 w Warszawie, zm. w sierpniu 1944 tamże) – polski artysta grafik, rzeźbiarz i pisarz. 

## Życiorys
Syn Tadeusza, artysty malarza, i Józefy z Almakiewiczów. Ukończył warszawskie Gimnazjum Realne Emiliana Konopczyńskiego. Po jego ukończeniu studiował na Politechnice Lwowskiej (1913–1914) i na Wydziale Architektury Politechniki Warszawskiej (1916). Od 1915 do 1917 był dowódcą sekcji w Polskiej Organizacji Wojskowej. Od 1916 studiował w Szkole Sztuk Pięknych w Warszawie rzeźbę u Edwarda Wittiga, malarstwo u Tadeusza Pruszkowskiego, grafikę u Władysława Skoczylasa i grafikę użytkową u Ludwika Gardowskiego. Był prezesem Bratniej Pomocy.
W 1917 przerwał studia i zaciągnął się ochotniczo do Wojska Polskiego. Awansował do stopnia podporucznika. W 1922 został odznaczony Krzyżem Walecznych. W tym samym roku przeszedł do rezerwy i w latach 1923–1925 dokończył studia w SSP.
W 1925 był współzałożycielem, a następnie członkiem ugrupowania „Ryt”, od 1927 członkiem Związku Polskich Artystów Grafików, od 1934 Bloku Zawodowych Artystów Plastyków a rok później grupy „Czerń i Biel”, oraz od 1936 Towarzystwa Bibliofilów Polskich w Warszawie. Ponadto należał do związku słuchaczy architektury Politechniki Warszawskiej i Koła Miłośników Kultury Artystycznej. Zawodowo zajmował się organizowaniem wystaw artystycznych i wernisaży. Uprawiał grafikę warsztatową (ok. 200 drzeworytów, linoryty, techniki metalowe) i użytkową (ilustracja książkowa, ekslibris), oraz malarstwo i rysunek. Uczestniczył w międzynarodowych wystawach w Berlinie, Mediolanie, Londynie, Florencji, Paryżu, Brukseli oraz w USA w Los Angeles, Chicago i Nowym Jorku.
Napisał trzy nowele, był felietonistą. Pisał do czasopism „Ziemia”, „Wiadomości Literackie”, „Pion”, „Grafika”, „Walka”, „Jutro”, „Kwadryga”, „Jutro pracy”, „Krak”, „Sztuki Piękne”. Był również ilustratorem książek i czasopism. Zaprojektował tablicę pamiątkową ku czci Stefana Okrzei umieszczoną na murach Cytadeli Warszawskiej, grobowiec rodziny Paszkowskich na cmentarzu Powązkowskim w Warszawie (kwatera 45) i pomnik poległych żołnierzy 9 pułku piechoty Legionów w Zamościu.
Podczas II wojny światowej pracował jako kelner, ale w konspiracji wykładał rysunek i grafikę. Zginął podczas powstania warszawskiego, podczas pożaru jego pracowni spłonęła znaczna liczba jego prac. Spoczywa na cmentarzu Powązkowskim (kwatera 181-4-15,16).